# Мандалорець (1-й сезон)
Перший сезон американського інтернет-серіалу  в жанрі космічний вестерн «Мандалорець» з Педро Паскалем в головній ролі. Паскаль виконує роль самотнього мисливця за головами, найнятого знайти «Малюка». Серіал є частиною франшизи «Зоряні війни», дія якого розгортається через п'ять років після подій «Повернення джедая» (1983).
Виробництвом сезону займалися компанії Lucasfilm, Fairview Entertainment і Golem Creations, а Джон Фавро виступив в якості шоуранера серіалу. Про роботу над новим серіалом «Зоряних воєн» було оголошено в листопаді 2017 року. Фавро підписав контракт в березні 2018-го. Паскаль отримав роль після того, як почалося знімання в жовтні 2018 року на «Manhattan Beach Studios» в Каліфорнії. Компанія візуальних ефектів Industrial Light & Magic розробила технологію «StageCraft» для серіалу, використовуючи віртуальні декорації і 360° відео стіну для створення навколишнього середовища в серіалі. На додаток до цієї нової технології також був зроблений упор на практичні ефекти.
Прем'єра восьмисерійного сезону відбулася на сервісі «Disney+» 12 листопада 2019 року, а його показ відбувався до 27 грудня того ж року. Сезон отримав позитивні відгуки, і на 72-й церемонії премії «Еммі» сезон був номінований в категорії «кращий драматичний серіал», а також отримав 7 творчих премій «Еммі». У липні 2019 року серіал продовжили на другий сезон. 

## Епізоди
| № серії (загалом) | № серії (в сезоні) | Назва серії                                           | Режисер(и)          | Сценарист(и)                  | Оригінальна дата виходу |
| --- | ------------------ | ----------------------------------------------------- | ------------------- | ----------------------------- | ----------------------- |
| 1 | 1                  | «Частина 1: Мандалорець» «Chapter 1: The Mandalorian» | Дейв Філоні         | Джон Фавро                    | 12 листопада 2019       |
| 2 | 2                  | «Частина 2: Дитя» «Chapter 2: The Child»              | Рік Фамуїва         | Джон Фавро                    | 15 листопада 2019       |
| Повертаючись на свій корабель з Немовлям, Мандалорець відбивається від засідки інших мисливців на голови, які прибули за Дитиною. Підійшовши до корабля, герой виявляє, що тубільці з раси джав розібрали судно на частини. Мандалорець намагається наздогнати торговців брухтом, штурмуючи їх наземну баржу Сендкраулер, але падає з даху. Наступного дня Куїл допомагає Мандо знайти джавів і домовитися з ними про повернення компонентів корабля. Джави вимагають від Мандалорця якесь «Яйце», що знаходиться в темній печері, яка виявляється лігвом носорога мадхорна. Розлючений мадхорн готується вбити знесиленого Мандалорця, але в цей момент Дитина, яка весь цей час стежила за битвою, несподівано використовує проти звіра Силу. Мадхорн зависає в повітрі, що дозволяє Мандалорцю вбити звіра. Малюк, тим часом, впадає в сплячку. Обмінявши яйце мадхорна на компоненти корабля, Мандалорець і Куїл відновлюють зруйноване судно. Мандалорець пропонує Куїлу частину нагороди або місце механіка на кораблі, але той відмовляється, кажучи, що вперше за все життя відчув себе вільним. Мандалорець з Малюком залишають планету. |                    |                                                       |                     |                               |                         |
| 3 | 3                  | «Частина 3: Гріх» «Chapter 3: The Sin»                | Дебора Чоу          | Джон Фавро                    | 22 листопада 2019       |
| Мандалорець доставляє Дитину Клієнту й отримує в нагороду 20 злитків бескарської сталі. Не дотримуючись кодексу мисливців на голови, Мандалорець запитує про плани на малюка, але отримує жорстку відповідь, що це не його клопіт, і йде. Повернувшись в секретне сховище мандалорців, Мандо пускає частину своєї нагороди на виплавку повної бойової броні з новою вбудованою зброєю. Отримавши нову роботу від Ґріфа Карґи, Мандалорець готує свій корабель до вильоту. Але, згадавши власне дитинство, його охоплюють сумніви, і він повертається на базу Клієнта. Убивши декількох колишніх імперських штурмовиків, Мандалорець рятує малюка з лабораторії, в якій над ним експериментував доктор Першинґ. На зворотному шляху до свого корабля Мандалорець потрапляє в засідку Ґріфа Карґи, який вимагає повернути Дитину. Зав'язується перестрілка, внаслідок чого Мандо виявляється загнаний в кут. Несподівано до нього на допомогу приходять інші мандалорці, даючи Мандо можливість дістатися з малюком до свого корабля і втекти. |                    |                                                       |                     |                               |                         |
| 4 | 4                  | «Частина 4: Прихисток» «Chapter 4: Sanctuary»         | Брайс Даллас Говард | Джон Фавро                    | 29 листопада 2019       |
| У втечі від Гільдії Мандалорець і Дитина прибувають на малонаселену планету Сорган. Там вони стикаються з найманцем і колишнім членом загону повстанців Карою Дюн, яка ховається від мисливців на голови. Після невеликої бійки вона просить Мандо покинути поселення. Коли він готує корабель до відльоту, до нього на плоті наближаються два зневірених рибалки, які сподіваються за допомогою Мандалорця прогнати рейдерів, які розоряють їх маленьке село. Мандо погоджується і передає їх кредити Карі, щоб заручитися її підтримкою. Прибувши в село, Мандалорець і Малюк зупиняються в коморі вдови Омери. Коли Омера запитує Мандо про його шолом, той відповідає, що не знімав його ні перед ким відтоді, коли його батьки були вбиті, а мандалорці взяли його до себе під захист. Кара Дюн і Мандо досліджують територію і виявляють, що у рейдерів є імперська крокуюча техніка AT-ST. Попри заклики Мандалорця і Дюн, жителі вирішують залишитися в селі й навчитися захищати себе. Після заходу сонця Мандо і Кара проникають в намет рейдерів і підривають його, і AT-ST починає переслідувати їх. Досягнувши села і оборонних позицій фермерів, AT-ST зупиняється на краю ставка, де для нього встановлена пастка, і рейдери починають атаку. Кара Дюн, беручи вогонь AT-ST на себе, заманює його в ставок; машина падає, а Мандо підриває її. Рибалки перемагають рейдерів, а ті рятуються втечею. Мир повернувся в село. Бачачи, як Малюк весело грає з дітьми, Мандо вирішує залишити його в цьому селі, а сам – вирушити в дорогу. Раптово в лісі з'являється мисливець на голови Гільдії й намагається вбити Дитину, але його самого знешкоджує Кара Дюн. Мандалорець, не ризикуючи життям малятка, забирає його разом з собою і прощається з жителями села. |                    |                                                       |                     |                               |                         |
| 5 | 5                  | «Частина 5: Стрілець» «Chapter 5: The Gunslinger»     | Дейв Філоні         | Дейв Філоні                   | 6 грудня 2019           |
| У космічному бою Мандалорець перемагає переслідуючого його мисливця на голови, але корабель сильно пошкоджується. Мандо змушений приземлитися в містечку Мос-Ейслі на Татуїні біля ремонтної бази Палі Мотто. У пошуках роботи – для оплати ремонту корабля – в місцевому барі Мандалорцю трапляється Торо Калікан, молодий мисливець на голови, який прагне вступити в Гільдію. Для цього Калікану потрібно знайти неймовірно досвідчену найманку Феннек Шанд. Мандо погоджується допомогти в обмін на всю нагороду Калікан. «Напарники» знаходять Шанд, але в запалі бою найманка пострілом підірвала один з двох мотобайків «напарників». Тому Мандо вирушає на пошуки дюбака для транспортування полоненої, а Калікан залишається стежити за Шанд. Найманка розповідає Торо, що Мандалорець зрадив Гільдію і просить звільнити її в обмін на допомогу в захопленні Мандо. На мить найманці здається, що Калікан погодився, однак, той стріляє в полонянку і несеться на мотобайку прямо до майстерні, де захоплює Мотто і Немовля. Мандо верхом на знайденому дюбаці повертається до місця полону Шанд і бачить її труп. Після цього Мандо прибуває до ремонтної бази Палі Мотто. Використовуючи світлову гранату у себе за головою, він дезорієнтує Торо Калікана і вбиває його. Мандо віддає всі гроші Калікана Палі Мотто в рахунок оплати ремонту і відлітає разом з Дитиною з Татуїна. Після відльоту Мандалорця хтось в плащі оглядає тіло Шанд на місці її загибелі. |                    |                                                       |                     |                               |                         |
| 6 | 6                  | «Частина 6: В'язень» «Chapter 6: The Prisoner»        | Рік Фамуїва         | Крістофер Йост та Рік Фамуїва | 13 грудня 2019          |
| Мандалорець допомагає своєму старому другові Рену в порятунку одного з його помічників — Квіна з раси твілеків, ув'язненому на тюремному кораблі Нової Республіки. Рен планує використовувати для місії корабель Мандо і відправляє разом з ним колишнього імперського снайпера Мейфелда, деваронця Берга, пілота-андроїда Зеро і твілеканку Шіан, сестру полоненого Квіна. Після прибуття на тюремний корабель на шляху до камер вони знищують декількох дроїдів-охоронців і добираються до командної кімнати, де натикаються на солдата Нової Республіки. Після перепалки між Мейфелдом і Мандо Шіан вбиває солдата кинджалом, однак той встигає включити сигнальний маячок Нової Республіки. Попри підняту тривогу, «команда» рятує Квіна. Однак тут же Берг, Мейфелд і Шіан замикають Мандо в тюремній камері – це була лише хитромудра комбінація. Але Мандо за допомогою відірваної руки дроїда успішно тікає і, діставшись до командної кімнати, використовує системи спостереження і безпеки корабля для ізоляції колишніх «союзників», а потім захоплює в полон Квіна. Мандалорець доставляє його на станцію Рена і відлітає з отриманою від Рена нагородою. Рен віддає наказ убити втікача Мандо, але в цей час Квін виявляє у себе активований сигнальний маячок Нової Республіки, за яким станцію Рена виявляють три республіканських зорельота «X-wing» і розстрілюють весь транспорт в її ангарі, не даючи шансу на переслідування Мандалорця. Той на своєму кораблі разом з Дитиною пролітає повз винищувачів і стрибає в гіперпростір. В цей час на тюремному кораблі в камері сидять полонені Мандалорцем Мейфелд, Берг і Шіан. |                    |                                                       |                     |                               |                         |
| 7 | 7                  | «Частина 7: Відплата» «Chapter 7: The Reckoning»      | Дебора Чоу          | Джон Фавро                    | 18 грудня 2019          |
| Мандалорець отримує повідомлення від Ґріфа Карґи. Місто Карґи на планеті Наварро було захоплене імперськими військами на чолі з Клієнтом, який відчайдушно намагається повернути Дитину. Карґа пропонує угоду: Мандо використовує Дитину як приманку, щоб вбити Клієнта і звільнити місто, а натомість Ґріф владнає проблеми Мандалорця з Гільдією. Підозрюючи обман в словах Карґи, Мандо вербує Кару Дюн і Куїла для підстрахування. Куїл, у свою чергу, наполягає на тому, щоб взяти з собою дроїда IG-11, якого раніше вивів з ладу Мандалорець, але Куїл зумів відновити його і перепрограмувати. Після нетривалих суперечок з приводу дроїда команда вирушає на Наварро. Після прибуття вони зустрічають Карґа і його охоронців. На нічній стоянці по шляху в місто на них нападають майноки. Карґа серйозно поранений, але Немовля використовує Силу, щоб зцілити його. На наступний ранок Карґа вбиває своїх охоронців і признається в початкових намірах вбити Мандо і доставити Дитину Клієнту. Команда створює новий план: Карґа і Дюн «під своїм конвоєм» доставлять «полоненого» Мандалорця в місто на зустріч з Клієнтом. Тим часом Куїл разом з Дитиною повернуться на корабель. Під час зустрічі в місті Клієнт отримує дзвінок від Моффа Ґідеона, чиї війська оточують лігво і відкривають по ньому вогонь, вбиваючи Клієнта. Тим часом, до лігва прибуває сам Ґідеон і хвалиться тим, що Немовля скоро буде в його руках. У пустелі близько корабля Мандо розвідники Ґідеона вистежують і вбивають Куїла, а також викрадають Дитину. |                    |                                                       |                     |                               |                         |
| 8 | 8                  | «Частина 8: Спасіння» «Chapter 8: Redemption»         | Тайка Вайтіті       | Джон Фавро                    | 27 грудня 2019          |
| IG-11 вбиває солдатів-розвідників і рятує Дитину. Дроїд разом з Малюком направляється в місто, де солдати Моффа Ґідеона оточили Мандалорця, Кару Дюн і Ґріфа Карґу. Ґідеон, тим часом, намагається переконати команду здатися, погрожуючи бластером E-WEB, і розкриває справжнє ім'я Мандалорця — Дін Джерін. Раптово з'явився IG-11 і намагається звільнити героїв, проте, в ході розпочатої перестрілки Ґідеон важко ранить Діна і команді доводиться знову сховатися в штабі. Штурмовик-вогнеметників випалює штаб зсередини, однак, Дитина використовує Силу і обертає струмінь вогню назад. Команда вирішує сховатися в каналізації, а поранений Дін і IG-11 залишаються в будівлі. Дроїду вдається загоїти рани Джеріна, і обидва герої добираються до решти. Дін знаходить підземний притулок мандалорців, але виявляється, що після втечі Мандо з Дитиною імперці зачистили притулок, убивши багатьох мандалорців, крім зброярки і тих, кому вдалося втекти. Та передає Діну реактивний ранець — останню частину броні почесного мандалорця. Вона покладає на героя обов'язок скласти новий клан, куди тепер входять Дін і Дитина, про яку той повинен піклуватись, поки не поверне її рідній расі. Команда поповнює запаси зброї й переправляється по лавовій річці до виходу на поверхню при допомозі зустріненого дорогою дроїда. Але біля виходу з тунелю їх уже чекають солдати Ґідеона. IG-11, жертвуючи собою заради команди, самознищується, вбиваючи своїм вибухом всіх штурмовиків. Команда вибирається на поверхню, але потрапляє під атаку Ґідеона на його літаку «TIE-файтері». Джерін, використовуючи свій новий реактивний ранець, підлітає до винищувача і підриває його. Дін забирає Дитину на корабель, а Кара Дюн і Ґріф Карґа залишаються на Наварро. Біля місця посадки свого корабля Мандо складає невелику могилу для Куїла, який віддав життя за порятунок Дитини. Після цього Дін і Дитина полишають планету. Тим часом Ґідеон вибирається з уламків літака за допомогою легендарного темного меча, що належав мандалорцям. |                    |                                                       |                     |                               |                         |

## Актори й персонажі

### В головних ролях
- Педро Паскаль — Дін Джарін
- «Малюк»

| - Карл Везерс — Гриф Карга - Вернер Герцог — «Клієнт» - Омід Абтахі — доктор Першинг - Нік Нолті — голос Куііла - Тайка Вайтіті — голос IG-11 - Джина Карано — Кара Дьюн - Джанкарло Еспозіто — Мофф Гідеон - Емілі Своллов — «Зброярка» | - Емі Седаріс — Пелі Мотто - Джейк Каннавале — Торо Калікан - Мінг-На Вен — Феннек Шанд - Марк Бун (молодший) — Ран Малк - Білл Берр — Мейфелд - Наталія Тена — Ши'ан - Кленсі Браун — Берг - Річард Айоаді — голос Q9-0 - Ісмаель Крус Кордова — Кін | - Джулія Джонс — Омера - Метт Лантер — Даван - Дейв Філоні — Вульф Траппер - Рік Фамуїва — Джиб Доджер - Дебора Чоу — Саш Кеттер - Асіф Алі — Кабен - Юджин Кордеро — Стоук - Айла Фарріс — Вінта - Ріо Гекфорд — Райот Мар - Місті Росас - Мандалорець [Архівовано 3 листопада 2020 у Wayback Machine.] - Mandalorian (2019–) Episode List [Архівовано 18 грудня 2020 у Wayback Machine.] - Mandalorian |